# Franco Mostert
Pas d'image ? Cliquez ici

a Compétitions nationales et continentales officielles uniquement.

b Matchs officiels uniquement.
Dernière mise à jour le 6 octobre 2023.
Francois John "Franco" Mostert (né le 27 novembre 1990 à Welkom (Afrique du Sud)) est un joueur de rugby à XV international sud-africain évoluant principalement au poste de deuxième ligne. Il évolue avec le club des Honda Heat en League One depuis 2020. Il mesure 1,98 m pour 111 kg.

## Biographie
Franco Mostert a grandi dans une famille sportive. Son père a eu une bonne carrière amateur et son frère aîné Juan-Pierre Mostert a été lui aussi rugbyman professionnel avant de voir sa carrière brusquement arrêtée par un accident de voiture en 2017.
Mostert n'a jamais été sélectionné en équipe de jeunes de l'Afrique du Sud car il a eu des difficultés pour se distinguer en équipes scolaires (il n'a d'ailleurs pas participé à la Craven Week). Il a même douté de pouvoir devenir un joueur professionnel.

## Carrière

### En club
Franco Mostert a commencé à jouer avec l'équipe de UP Tuks en Varsity Cup (championnat universitaire sud-africain) entre 2010 et 2012.
En 2012, il commence sa carrière professionnelle avec la province des Blue Bulls en Vodacom Cup, puis la même année, il fait également ses débuts en Currie Cup.
Il quitte l'année suivante Pretoria pour Johannesbourg en rejoignant les Golden Lions en Currie Cup et les Lions en Super Rugby. Il devient rapidement un cadre de son équipe et ses bonnes performances lui ouvre les portes de la sélection nationale en 2016.
En 2016, il est annoncé qu'il rejoindra la France et le club du Lyon olympique universitaire tout juste promu en Top 14 pour un contrat de deux saisons. Cependant, malgré le fait qu'il se soit initialement engagé avec Lyon, il signe peu après un autre contrat avec le club japonais des Ricoh Black Rams qui évolue en Top League, ce qui lui permet de continuer à jouer avec sa franchise des Lions,.
À l'automne 2018, il rejoint le club anglais de Gloucester Rugby en Premiership, où il retrouve son ancien entraîneur Johan Ackermann ainsi que ses anciens coéquipiers chez les Lions Ruan Dreyer, Jaco Kriel et Ruan Ackermann. Il réalise une bonne première saison avec sa nouvelle équipe puisqu'il est nommé dans l'équipe type de Premiership à la fin de la saison 2018-2019.
En 2021, après deux saisons en Angleterre, il décide de retourner jouer au Japon, et s'engage avec les Honda Heat.

### En équipe nationale
Franco Mostert obtient sa première cape internationale avec l'équipe d'Afrique du Sud le 18 juin 2016 à l’occasion d’un match contre l'équipe d'Irlande à Johannesbourg.
En 2019, il est retenu par sélectionneur Rassie Erasmus dans le groupe de 31 joueurs pour disputer la Coupe du monde au Japon. Il dispute les sept matchs de son équipe lors de la compétition, dont la finale face à l'Angleterre que son équipe remporte.

## Palmarès

### En club
- Finaliste du Super Rugby en 2016, 2017 et 2018.

### En équipe nationale
- Vainqueur du Rugby Championship en 2019.
- Vainqueur de la Coupe du monde en 2019 et 2023.

### Distinctions personnelles
- Membre de l'équipe type du Championnat d'Angleterre en 2019

## Statistiques
Au 18 octobre 2023, Franco Mostert compte 73 capes en équipe d'Afrique du Sud, dont 46 en tant que titulaire, depuis le 18 juin 2016 contre l'équipe d'Irlande à Johannesbourg. Il inscrit 3 essais (15 points).
Il participe à cinq éditions du Rugby Championship, en 2016, 2017, 2018, 2019 et 2021. Il dispute dix-neuf rencontres dans cette compétition.